# 汉诺威号战列舰
汉诺威号战列舰是德意志帝国海军所建造的五艘德国级前无畏战列舰的第二艘，以普鲁士时期（现位于下萨克森州境内）的汉诺威省命名。汉诺威号及后续建造的三艘同级舰在设计和施工上均与首舰德国号有略微差异，主要体现在推进系统和较厚的装甲。它于1904年11月开始龙骨架设，至1907年10月投入舰队服役。舰只装备有四门280毫米主炮，最高航速为18節（33每小時）。其所在的舰级在入役之初便已沦为过时，无论在尺寸、装甲、火力和速度上都不如英国革命性的“全装重型火炮”战列舰无畏号战列舰。
汉诺威号及其姊妹舰在舰队中得到广泛的运用。该舰参与了所有重大的训练演习，直至第一次世界大战于1914年7月爆发。当舰队的其它成员正在动员之时，汉诺威号及其姊妹舰们已经可以立即被部署至易北河口执行警戒任务。该舰也参加了多次舰队推进，并在1916年5月31日至6月1日爆发的日德兰海战达到高潮。在战斗期间，汉诺威号作为第二战列分舰队第四支队的旗舰，既未积极参与，也未被敌人的炮火击中。这场战役暴露了像汉诺威号这样的前无畏舰的弱点，之后，它和它幸存的三艘姊妹舰被撤出现役，降格担任警戒舰。汉诺威号在战争余下的时间里一直担任这一职务，先是驻守易北河，然后从1917年开始在丹麦海峡。它于1918年12月、即战争结束后不久退役。
该舰在战后组建的魏玛国家海军中重新入役。从1921年至1931年，在此期间它参与了数次前往西班牙和地中海的大型海外巡航。汉诺威号于在1931年9月再次退役；海军曾计划将该舰改装成遥控靶舰，但这从未实施，而是将其用于爆炸试验。汉诺威最终于1944年至1946年间在不来梅哈芬拆解报废。其舰钟则获留存，现陈列于德累斯顿的联邦国防军军事史博物馆内。

## 设计

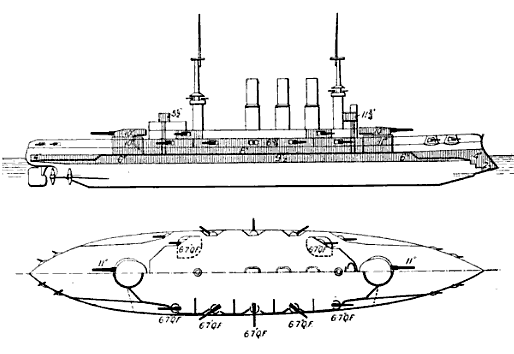
德国级舰只线条画

1900年，时任国家海军办公室国务秘书的海军中将阿尔弗雷德·冯·提尔皮茨促成第二部《德国舰队法》的通过，为接下来十七年新建20艘战列舰提供了资金保障。第一批是五艘不伦瑞克级战列舰，于20世纪初开始建造；此后不久，设计工作进行了后续改进，成为德国级。德国级舰只与不伦瑞克级大体相似，惟装甲防护有所改进。它们还弃用了用于支承副炮的翼炮塔，并将副炮安置在传统的炮廓内，以节省重量。然而，随着装备了十门12英寸（300）主炮的英国战列舰无畏号于1906年12月入役，其革命性设计使得当时德意志帝国海军的所有主力舰都沦为二流，其中便包括汉诺威号。
汉诺威号的水线长度和全长分别为125.9米和127.6米，舷宽22.2米，有8.21米的前吃水。它在标准载荷下的排水量为13191吨，满载排水量为14218。舰只还配备有两个重型军用桅杆。船员编制为35名军官及708名士兵。舰只动力由三台三胀式蒸汽机提供，每台负责驱动一副螺旋桨，使得德国号在17,524匹公制馬力（12,889千瓦特）的额定功率下的最高速度达到18節（33每小時）。蒸汽由十二台舒尔茨-桑尼克罗夫特式锅炉输送至发动机，锅炉燃煤所产生的烟气则通过三副烟囱排出。舰只的燃煤贮存量高达1540吨，它可以10節（19每小時）的均速续航4,520海里（8,370）。
汉诺威号的主舰炮为安装在两座双联装炮塔内的四门280毫米40倍径速射炮。副炮则由十四门独立安装在舰舯炮廓内的170毫米40倍径速射炮组成。另有单架安装的二十二门88毫米35倍径速射炮主要用作防御鱼雷艇。此外，该舰还配备了六具450毫米鱼雷发射管，其中艏、艉两端各一具，两边舷侧各两具，均置于船体的水下部分。舰只受到克虏伯生产的渗碳装甲保护。其装甲带在舰舯堡垒的厚度为240毫米，用于保护其弹药舱及轮机舱，而船体两端则覆以较薄的板材。它的的主甲板装甲厚度为40毫米，主炮炮塔的装甲则有280厚。

## 服役历史

### 和平时期

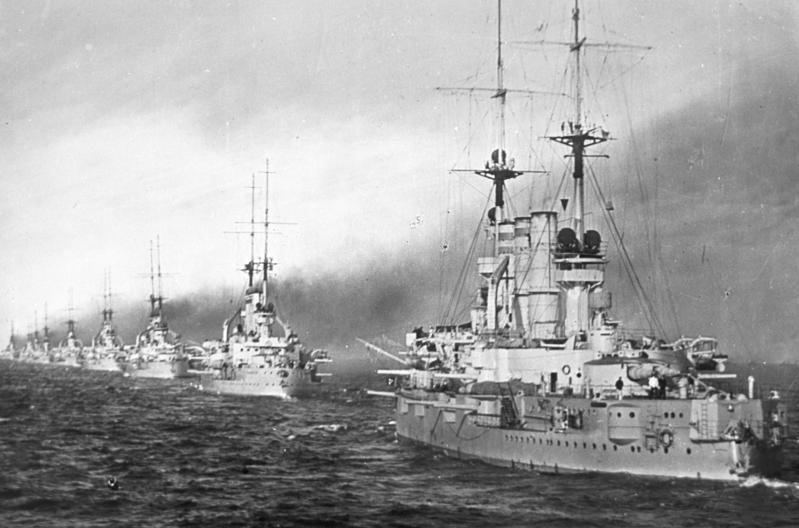
公海舰队的组成部分，包含居前的五艘德国级战列舰

1904年的财政预算中包含了建造第二艘德国级舰只的资金。1904年6月1日，德意志帝国海军将新舰的建造合同于授予威廉港的帝国船厂，合同代号为“P”，表明该舰是新增编入舰队。汉诺威号自11月7日开始龙骨架设。根据当时正在进行的日俄战争经验，海军装甲太薄会无法抵御现代火炮的攻击；因此德国设计师增加了主装甲带和中央堡垒的厚度；这个改动也在后续的三艘同级舰中重复出现。汉诺威号于1905年5月29日下水。在下水仪式上，由时任汉诺威省最高行政长官的理夏德·冯·文策尔主持为舰只命名并发表演说。完成舾装后，该舰于1907年10月1日入役并投入海试，但期间曾因需要参加11月在斯卡格拉克海峡举行的舰队演习而中断。演习完成后，海试得以恢复，至1906年2月13日，汉诺威号已准备好加入活动舰队（后改称公海舰队）。
它被编入其姊妹舰德国号与波美拉尼亚号所在的第二战列分舰队，以取代阵中年迈的战列舰勃兰登堡号。从1908年5月至6月，汉诺威号参与了在北海的演习。从次月至8月，舰队又展开了一次深入大西洋的训练巡航。巡航期间，汉诺威号曾于7月23日至8月1日在亚速尔群岛的蓬塔德爾加達作停留。年度的秋季演习则自9月开始；在这些结束后，汉诺威号被转移至第一战列分舰队，并在那里担任了两年的分舰队旗舰。第一分舰队当时受海军中将亨宁·冯·霍尔岑多夫指挥，阵容兵力由战列舰西里西亚号、梅克伦堡号、策林根号、韦廷号、维特尔斯巴赫号、德皇卡尔大帝号以及德皇巴巴罗萨号，连同担任供应船的旧通报舰闪电号所共同组成。11月，舰队及分舰队训练在波罗的海举行。

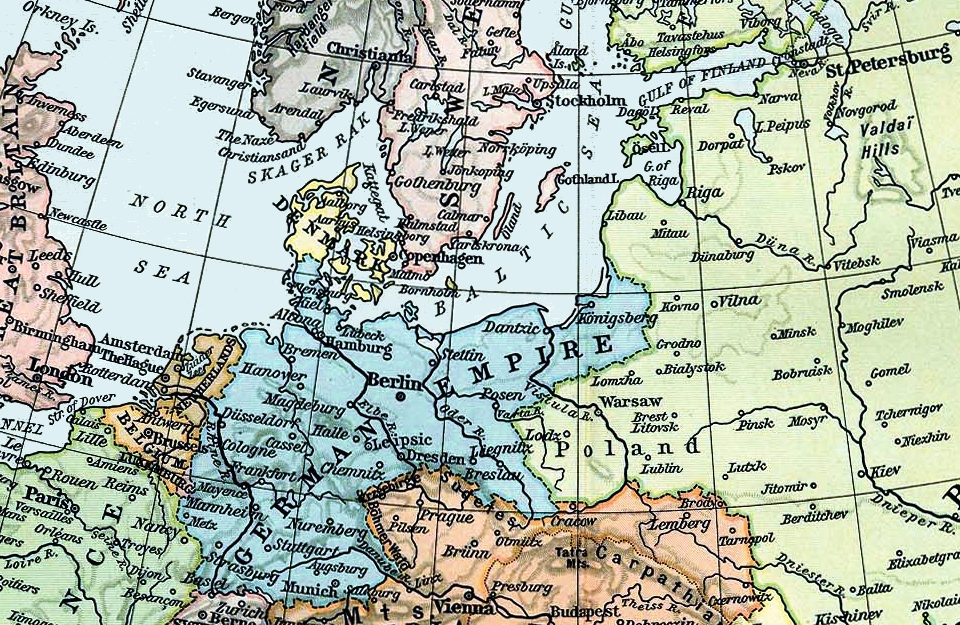
1911年的北海及波罗的海时局图

汉诺威号参与的训练方案在接下来的五年里都遵循了类似的模式。其中包括从1909年7月7日至8月1日的另一次大西洋巡航，以及随后8月至9月的年度秋季演习。10月1日，海军中将胡戈·冯·波尔接替霍尔岑多夫登上汉诺威号担任第一分舰队司令。该分舰队于1910年2月在波罗的海进行了单独训练后，于4月1日将驻地从基尔转移至威廉港。在那里，分舰队得到了新入役的无畏舰拿骚号和威斯特法伦号的增援，它们分别取代了德皇卡尔大帝号和德皇巴巴罗萨号。威斯特法伦号还取代了汉诺威号担任分舰队旗舰；汉诺威号随后则取代维特尔斯巴赫号，成为分舰队副司令、海军少将京特·冯·克罗西克的旗舰。年度演习结束后，该舰以优异的射击成绩赢得了第一分舰队的“凯撒炮术奖（Kaiser's Schießpreis）”。同年10月和11月，分舰队还在波罗的海和卡特加特海峡进行了进一步的操练。
克罗西克的职务于1911年1月被海军少将卡尔·齐默曼接替。汉诺威号在5月参加了在北海的舰队演习，在7月至8月初参加了前往挪威水域的舰队巡航，在8月和9月则参加了年度演习。10月3日，新近入役的无畏舰波森号取代汉诺威号成为副司令旗舰，而另一艘无畏舰黑尔戈兰号则挤占了它在分舰队内的位置，使汉诺威号得以调回驻基尔的第二分舰队。在同年11月和1912年2月至4月，它参加了第二分舰队的训练。随后，它于4月27日顶替不伦瑞克号担任副司令旗舰，海军少将埃哈德·施密特当天在舰上升起了他的将旗。舰队演习随后在北海和波罗的海进行。由于与英国和法国爆发阿加迪尔危机，7月的夏季巡航只去了波罗的海，以避免舰队受到可能的攻击。秋季演习则如常在8月和9月进行，之后海军少将威廉·苏雄接替了施密特的职务。
1913年的活动模式与1912年类似，但那年的夏季巡航得以重返挪威。秋季演习后，海军上校弗朗茨·毛弗接替了苏雄的职位，以便后者可以调任地中海分队。同年11月，汉诺威号与舰队余部一同在波罗的海进行演习。1914年也和往年一样，以分舰队训练作为开端。7月14日，前往挪威的年度夏季巡航启动。但七月危机期间的战争威胁使得德皇威廉二世在仅仅两周后便提前结束了巡航，舰队于7月底回到港口，为战争做准备。8月4日午夜，英国以德国侵犯了比利时的中立地位为由，正式对德宣战。

### 第一次世界大战
第一次世界大战爆发后，当舰队余部尚在动员期间，汉诺威号已受命在易北河口的阿尔滕布鲁赫锚地担当警戒值勤。10月下旬，这些舰只被发往基尔，对其水下防护系统进行改造，以提高其抵御鱼雷和水雷的能力。然后，汉诺威号加入了1914年12月15－16日对突袭斯卡布罗、哈特尔浦及惠特比的大巡洋舰群提供掩护的战列舰编队。在行动中，由十二艘无畏舰和八艘前无畏舰组成的德国战列舰编队一度驶至距离英国一个孤立分舰队的6艘战列舰约10海里（19）的范围内。然而，与对方其它驱逐舰之间在黑暗中的零星冲突使得公海舰队时任总司令、海军上将腓特烈·馮·英格諾爾误判自己面对的是整个大舰队主力。根据德皇威廉二世的命令，为避免不必要的冒险，英格诺尔中断了交战并调转战列舰返回德国。
1915年1月24日，汉诺威号曾在多格滩海战中出航支援受困的德国大巡洋舰，但很快便返回港口。4月17－18日，汉诺威号又为前往斯瓦特滩外围执行布雷任务的第二侦察集群的小巡洋舰提供掩护。前往多格滩的舰队推进随后则在4月21－22日进行。5月266日，汉诺威号被送到基尔以更换其中一门280毫米炮。6月28日，该舰重新回到基尔，为其锅炉安装辅助燃油设施；工作一直持续至7月12日。海军上校戈特弗里德·冯·达维克·楚·利希滕费尔斯于8月11日接替毛弗，并于20日在汉诺威舰上升旗。9月11－12日，第二侦察集群在汉诺威号第二分舰队余部的支援下，再度前往斯瓦特滩进行了另一次布雷行动。随后是10月23－24日，舰队的又一次扫荡无功而返。在1916年3月5－7日的舰队推进期间，汉诺威号则随第二分舰队受命留在德意志湾，准备随时出航支援。它们于4月24－25日炮击雅茅斯及洛斯托夫特的行动中重新加入了舰队。在前往预定目标的途中，大巡洋舰塞德利茨号因不慎触雷而被迫提前返航。同时由于能见度不佳，此次行动很快被叫停，并在英国舰队尚未及拦截前离开。

#### 日德兰海战

英国（蓝）及德国（红）舰队于日德兰海战的主要调遣图

海军上将赖因哈德·舍尔作为公海舰队的新任总司令，计划立即发动进入北海的另一轮袭击，目的是吸引及牵扯大舰队的一部分，并在英国舰队主力可能报复之前将其摧毁。然而，塞德利茨号的损坏和第三战列分舰队几艘无畏舰的冷凝器故障导致计划被迫推迟至1916年5月底。德国战列舰群于5月31日才完成集结并于03:30驶离亚德湾。汉诺威号作为第二分舰队第四支队的旗舰，位居德国战列线的后方。在“向北疾行”期间，舍尔下令舰队全速追击正在撤退的英国第5战列分舰队。汉诺威号及其姊妹舰的速度明显不如更快的无畏舰，并迅速落后。与此同时，舍尔指示汉诺威号置于德国战列线的末端，这样他便可在阵型的两端都有一艘旗舰。至19:30，大舰队已经抵达现场，面对舍尔具有明显的数量优势。公海舰队则受到了速度较慢的德国级舰只的严重拖累；倘若舍尔下令立即转向德国，他就必须牺牲速度较慢的舰只才能顺利逃脱。
舍尔决定用“掉头交战”来逆转舰队的航向，这一机动要求德军战列线上的每一艘舰同时转向180度。由于落在后方，第二战列分舰队难以在调转后遵循新的航向。因此，汉诺威号及其分舰队的另外五艘舰都已经脱离了德国战列线。毛弗曾考虑将他的舰只移动至战列线尾端，跟随在第三战列分舰队的无畏舰之后；但当他意识到此举将会对海军上将弗朗茲·馮·希佩爾麾下的大巡洋舰机动造成干扰后，他决定取消这项移动。作为替代，毛弗试图将其舰只置于战列线的最前端。
在战斗首日晚些时候，处境窘迫的第一侦察集群大巡洋舰遭到了其英国同行的追击。汉诺威号和其它所谓的“五分钟舰”遂通过在对方战列巡洋分舰队之间穿行来提供支援。糟糕的能见度使得随后的交战变得简短，汉诺威号在此期间共发射了八枚280毫米炮。英国战列巡洋舰长公主号也多次朝汉诺威号开火，直至后者被烟雾掩盖。汉诺威号曾被长公主号发射的其中一枚13.5英寸（340）炮的碎片击中。毛弗认为继续与更强大的战列巡洋舰交战是不明智的，于是下令向右转舵8点离开。
31日深夜，舰队编为夜间巡航队形返回德国。德国号、波美拉尼亚号和汉诺威号都落在国王号和第三分舰队的其它无畏舰之后，排在战列线的尾部。随后，第二分舰队的其它成员——黑森号、西里西亚号和石勒苏益格-荷尔斯泰因号，也加入了汉诺威的行列。黑森号位于汉诺威号和波美拉尼亚之间，而另外两艘舰则落在战列线的末端。6月1日01:00后不久，德国战列线的领头舰只与英国装甲巡洋舰黑太子号相遇。后者很快便被德国无畏舰的密集炮火所摧毁。为了躲避这艘正在沉没的英国军舰，拿骚号被迫撤出战列线，一小时后才在汉诺威号的正前方重新入列。凌晨03:00左右，英国驱逐舰又对公海舰队展开了一系列攻击，其中一些攻击的目标是是汉诺威号。不久之后，波美拉尼亚号被英国驱逐舰冲击号发射的至少一枚鱼雷击中；撞击引燃了弹药舱，并伴随着一次巨大的爆炸被摧毁。位居波美拉尼亚号身后的汉诺威号不得不转右满舵以规避残骸。同时，由冲击号发射的第三枚鱼雷从汉诺威号的艉部近距离掠过，迫使其再度转向规避。在04:00过后不久，汉诺威号及其它几艘舰反复向它们认为是潜艇的目标开火；其中一次，来自汉诺威号和黑森号的炮火几乎命中了己方小巡洋斯德丁号和慕尼黑号，这促使舍尔下令它们停止射击。在06:00前不久，汉诺威号及其它几艘舰只再次向假想的潜艇开火。
尽管夜间战斗激烈，公海舰队还是成功突破了英国的驱逐舰群，并于6月1日04:00抵达犄角礁。数小时后，舰队进一步抵达威廉港，并由未受损的拿骚级和黑尔戈兰级无畏舰在锚区外围组成防御阵位。在海战过程中，汉诺威号共发射了八枚280毫米炮、二十一枚170毫米炮和四十四枚88毫米炮。舰只本身则在敌方的炮火中毫发无损。

#### 后续行动
日德兰海战的经验使舍尔确信，第二分舰队的前无畏舰不能再用作前线战列舰。因此，它们从第二分舰队分离出来，重返易北河口担当警戒值勤任务。分舰队司令、当时已是海军少将的利希滕费尔斯于11月30日降下了他的旗帜，且未再任命继任者，尽管第二分舰队至少在行政上一直存在至1917年8月15日。与此同时，汉诺威于1916年11月4日前往基尔进行维修，然后在易北河恢复警戒舰的职责。从1917年2月10日至4月23日，它曾担任海军中将胡贝特·冯·雷布埃尔-帕施维茨的旗舰。在此期间，该舰于3月21日移除了部分火炮。从6月25日到9月16日，汉诺威号为在丹尼斯海峡担任警备舰而进行了重建；它于9月27日开始担任这一职责，取代了更老式的战列舰洛林号。
1918年11月4日，随着公海舰队广泛的水兵哗变从威廉港蔓延到基尔，汉诺威号舰上也出现了反抗行动。11月11日，德国与协约国签署停战协定。根据停战协议的条款，德国水面舰队中最具现代化的主力舰将被扣押至斯卡帕湾的英国海军基地，而舰队的其他舰只则将被解除武装。在协定生效的当天，汉诺威号曾被短暂派往斯维内明德，然后于11月14日至15日与西里西亚号一同返回基尔。依照停战协定的要求，汉诺威号于一个月后的12月17日退役。

### 战后役期
在第一次世界大战中战败后，德国与协约国签订了《凡尔赛条约》，德意志帝国海军改组为国家海军。根据条款第181项，新海军获准保留八艘前无畏舰，其中两艘将作为岸防储备。这意味着三艘德国级战列舰汉诺威号、石勒苏益格-荷尔斯泰因号和西里西亚号，连同五艘不伦瑞克级战列舰将继续服役。汉诺威于1920年至1921年间进行了现代化改造，为重投舰队服役做好了准备。1921年2月10日，它被重新委任为波罗的海海军部队（Seestreitkräfte der Ostsee）司令、海军上校胡戈·冯·罗森贝格的旗舰。该部队的驻地设在斯维内明德，当时的编成力量还包括有小巡洋舰美杜莎号、勘探船豹号和第一鱼雷艇区舰队。6月和7月，该部队在波罗的海西部举行了战后的第一次大规模演习。同年晚些时候，汉诺威还造访了哥特兰岛。1922年3月，汉诺威号的任务是在波罗的海东部的厚厚的海冰上清理出航道。4月1日，它随舰队余部被转移到基尔。在5月23日的夜间战斗演习中，汉诺威号不慎与S18号鱼雷艇相撞，造成后者艇上的10人罹难。之后，在这年的夏季训练巡航期间，汉诺威造访了芬兰的几个港口，并于9月参加了大型训练演习。它于10月18日至22日出访斯德哥尔摩，罗森贝格在那里受到了瑞典国王古斯塔夫五世的接见。

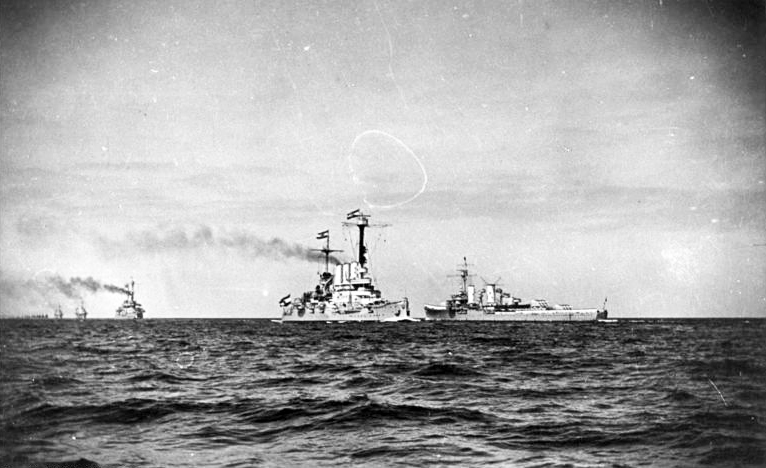
1929年的国家海军舰群；汉诺威号或石勒苏益格-荷尔斯泰因号处于中间位置

1923年，汉诺威号又相继访问了瑞典的恩舍尔兹维克和卡尔斯克鲁纳。它于9月22日失去旗舰地位，同时舰队由北海和波罗的海的司令部重组为战列支舰队，汉诺威号也加入其中。1924年中期，战列支舰队进行了首次前往西班牙的大规模海外巡航，期间汉诺威号曾于7月6日至13日在波尔图加莱特停留。时任国家海军总司令的保罗·贝恩克于8月至9月的秋季演习中登上该舰，并于9月10日率舰在波兰的赫尔附近视察了海上閱兵。12月，在从威廉港前往基尔的途中，汉诺威号与一艘缆绳断裂的拖船相撞。汉诺威号在事故中受损，造成轮机舱水浸，迫使其返回威廉港进行维修直至1925年2月。舰队在这年的夏季巡航是前往挪威，并造访了奥斯陆和于爾維克，然后这些舰艇于9月在北海进行训练。10月1日，汉诺威号再度成为旗舰，这次登舰升旗的是战列支舰队副司令、海军上校威廉·普伦策尔。当时，德国的活动舰队是由汉诺威号、不伦瑞克号、小巡洋舰阿玛宗号和第二鱼雷艇区舰队组成。
汉诺威号于1926年参加了数次大规模巡航活动，其中第一次在5月13日至6月18日期间前往西班牙和地中海。它在此期间造访了帕尔马、卡塔赫纳和维戈等西班牙港口。第二次巡航于6月28日至7月1日进行，舰只前往芬兰的赫尔辛弗斯。9月4日至5日，舰队巡航至斯卡恩，然后自10月11日开始另一次大西洋巡航。在航行期间，汉诺威曾分别在丰沙尔、拉斯帕尔马斯、普腊亚港、圣克鲁斯-德拉帕尔马、比拉加尔西亚和阿姆斯特丹驻泊。舰队于12月16日返回德国，汉诺威号自1927年3月1日起进行为现代化改造和维修而退役，它在活动舰队中的位置被西里西亚号取代。该舰装了一根新的桅杆，但与其姐妹舰不同的是，它保留了原来的三副烟囱。1930年1月25日，汉诺威号重新入役并重返战列支舰队。它参与了4月2日启程的地中海巡航之旅，期间曾在维戈、巴伦西亚、墨西拿、雅典、阿尔戈斯托利、帕尔马和加的斯停留，然后于6月18日返回威廉港。
1931年5月20日，汉诺威号在波罗的海参加了为总统保罗·冯·兴登堡举行的大型海上阅兵。其最后一次出国航行是在6月，当时它到访了挪威的卑尔根。它参加了当年的秋季演习，是次演习于9月11日以即将卸任的舰队司令、海军中将伊万·奥尔德科普进行海上阅兵而结束。在演习期间，国家海军总司令、海军上将埃里希·雷德尔曾登上汉诺威号视察。随后，该舰前往基尔，于9月25日在那里退役。汉诺威号于1936年正式从海军序列中除籍，之后海军曾设想将其重建为靶舰。但这从未实施，而是将其用于爆炸试验。最终，该舰于1944年5月至1946年10月间在不来梅哈芬拆解报废。其舰钟则留存至德累斯顿的联邦国防军军事史博物馆内。